# Hubert Wallner (Koch)
Hubert Wallner (* 1976 in Steyr) ist ein österreichischer Koch.

## Leben
1976 entstammt einer niederösterreichischen Hoteliersfamilie, die das Restaurant-Hotel Wallner in St. Valentin führt. Er absolvierte die Hotelfachschule in St. Pölten und kochte ab 1999 im Restaurant Paznaunerstube bei Martin Sieberer, zuletzt als Souschef. Ab 2003 war im 5-Sterne-Hotel Trofana Royal in Ischgl.
2005 wurde er Küchenchef im Restaurant Caramé in Velden in Österreich. Dort erkochte er sich den Titel Aufsteiger des Jahres 2007. Nach einer Saison im 5 Sterne Designer Hotel Aenea wechselte er 2010 zum See Restaurant Saag.
Wallner eröffnete 2018 sein Bistro Südsee by Hubert Wallner in Dellach am Wörthersee. 2021 öffnete er zudem das Gourmet Restaurant Hubert Wallner in Maria Wörth, das 2025 mit einem Michelinstern ausgezeichnet wurde.

## Auszeichnungen
- Schlemmeratlas 2019 – 18,5 Punkte[10]
- Falstaff 2020 – zum 6. Mal in Folge Kärntens bestes Restaurant 98/100 Punkte[11]
- 4 Hauben – 18/20 Punkte im Gault-Millau 2020[12]
- Koch des Jahres 2020 im Gault-Millau[13]